# Társas prérikutya
A társas prérikutya, más néven feketefarkú prérikutya (Cynomys ludovicianus) az emlősök (Mammalia) osztályának a rágcsálók (Rodentia) rendjébe, ezen belül a mókusfélék (Sciuridae) családjába tartozó, a préri talajában kialakított kolóniákban élő észak-amerikai állat.
A Cynomys nem típusfaja.

## Előfordulása
A társas prérikutya az Amerikai Egyesült Államok középső vidékén, a Sziklás-hegység, a Rio Grande és Texas által határolt terület nagy kiterjedésű füves pusztáin, prérijein él. Elterjedési területe északon Kanadába (Saskatchewan), délen pedig Mexikóba (Chihuahua) is átnyúlik.

## Alfajai
- Cynomys ludovicianus ludovicianus Ord, 1815
- Cynomys ludovicianus arizonensis Mearns, 1890

## Megjelenése
A faj egyik elnevezése, a feketefarkú prérikutya, utal egyik jellegzetességére: 8-11 centiméter hosszú farkának végső harmada fekete színű. A 35-40 centiméter testhosszú, 900-1400 gramm tömegű állat szőrzete egyébként egységes homokszínű. A hímek kb. 10%-kal súlyosabbak a nőstényeknél, és testhosszuk is nagyobb.

## Életmódja
A társas prérikutya, mint magyar neve is mutatja, társaságkedvelő élőlény. Hatalmas, szövevényes, folyton bővített föld alatti kolóniákban él, ahol élete nagy részét éli. A járatrendszerből számos kürtő nyílik a külvilágba: kijáratok, menekülőútvonalak és szellőzőnyílások. Erre a ragadozók elkerülése miatt van nagy szükség, hiszen a nyílt pusztaság nem sok védelmet kínál a hasonlóan kis termetű, védtelen állatok számára. Egy texasi prérikutya-városról feljegyezték, hogy 64,000 km² alapterületen feküdt, és 400 000 000 állat élt benne – ma már azonban ilyen óriási, háborítatlan kolónia életfeltételei nem adottak.
A prérikutyák nappal aktívak. Amíg a többiek a környéken legelik nagyrészt fűfélékből álló táplálékukat, egy-két példány őrszemként figyeli a közelgő ragadozókat – például prérifarkasokat, feketelábú görényeket, kitrókákat, vörös hiúzokat, szirti sasokat és rőtfarkú ölyveket. Hogy a kígyókat (csörgőkígyók, bikasikló) könnyebben észrevehessék, a kürtők közelében elpusztítják a növényzetet. Az őrszem jellegzetes, kutyaugatásra hasonló hangjelzésére az egész csoport a lehető leggyorsabban visszahúzódik a föld alá.
|  |  |  |

## Szaporodása
A társas prérikutyák évente egyszer párosodnak a föld alatt, szélességi körtől függően január–április között. 28-37 napos vemhességet követően átlagosan 3-5, de olykor akár 10 csupasz, vak, gyámoltalan utód is világra jöhet. A kicsik 3 hetes korukra szőrösödnek ki, majd 5 hetesen már látnak is. A szoptatás 5-7 hétig tart. A kis prérikutyákat külön „óvodákban” tartják, miután kimásztak a felszínre. Az egyéves koruk körül ivarérettséget elért hímek elhagyják szülőkolóniájukat, míg a fiatal nőstények helyben maradnak. A hím egyedek a szabadban átlagosan 5, a nőstények 8 évig élnek.

## Védettsége
A Nemzetközi Vörös Könyvet kiadó IUCN szerint mérsékelten veszélyeztetett, rossz kilátású faj. Korábban sokkal gyakoribb volt, de példányszáma még mindig meglehetősen nagy. Állatkertekben sokszor előfordul, jól szaporodik. Elsősorban élőhelyének pusztulása, mezőgazdasági művelés alá vonása, régebben pedig farmerek általi pusztítása veszélyeztette. A CITES egyik függelékébe sem vette fel.

## Rokon fajok
A Cynomys nembe öt prérikutya-faj tartozik:
- fehérfarkú prérikutya (Cynomys leucurus)
- Gunnison prérikutyája (Cynomys gunnisoni)
- mexikói prérikutya (Cynomys mexicanus)
- társas vagy feketefarkú prérikutya (Cynomys ludovicianus
- utahi prérikutya (Cynomys parvidens)

## Képek

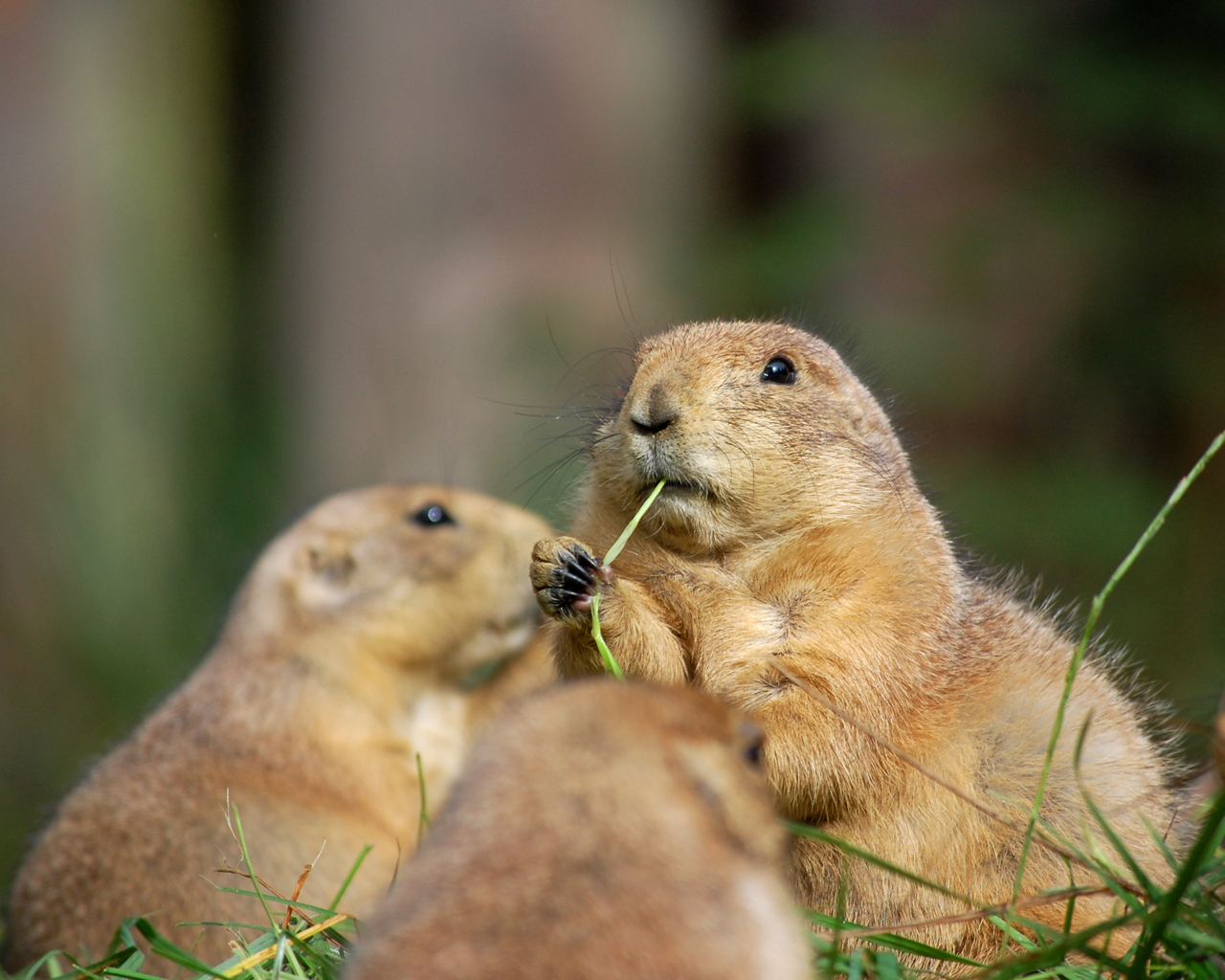
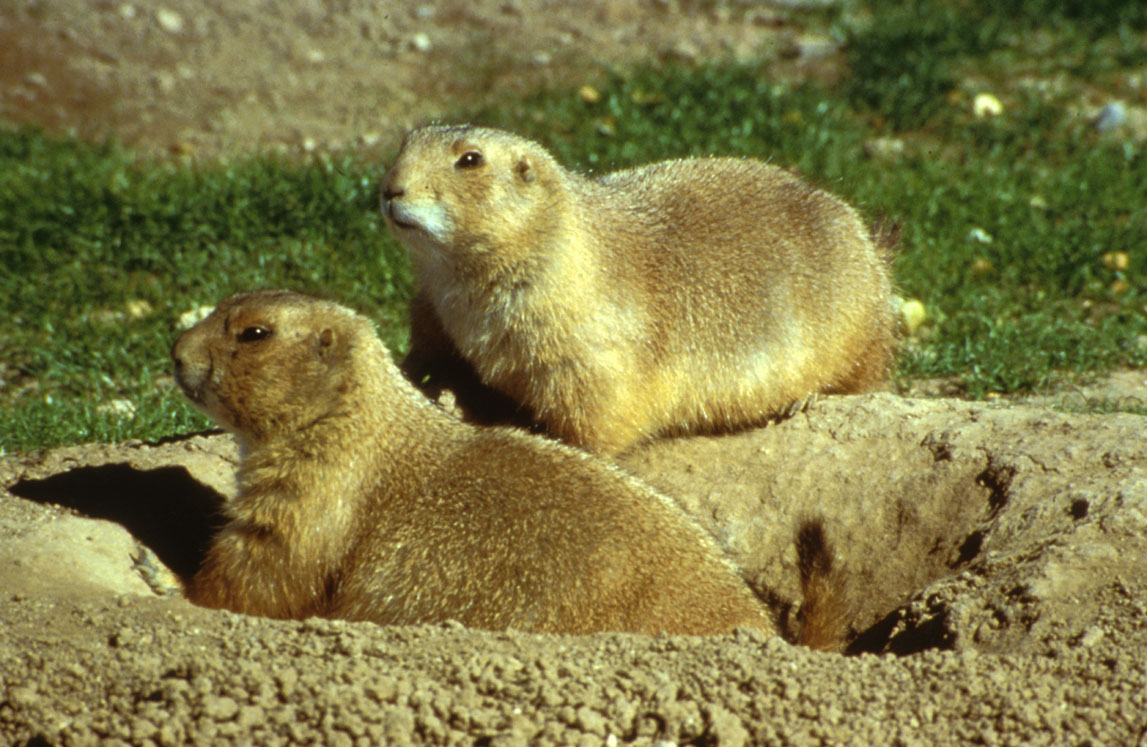
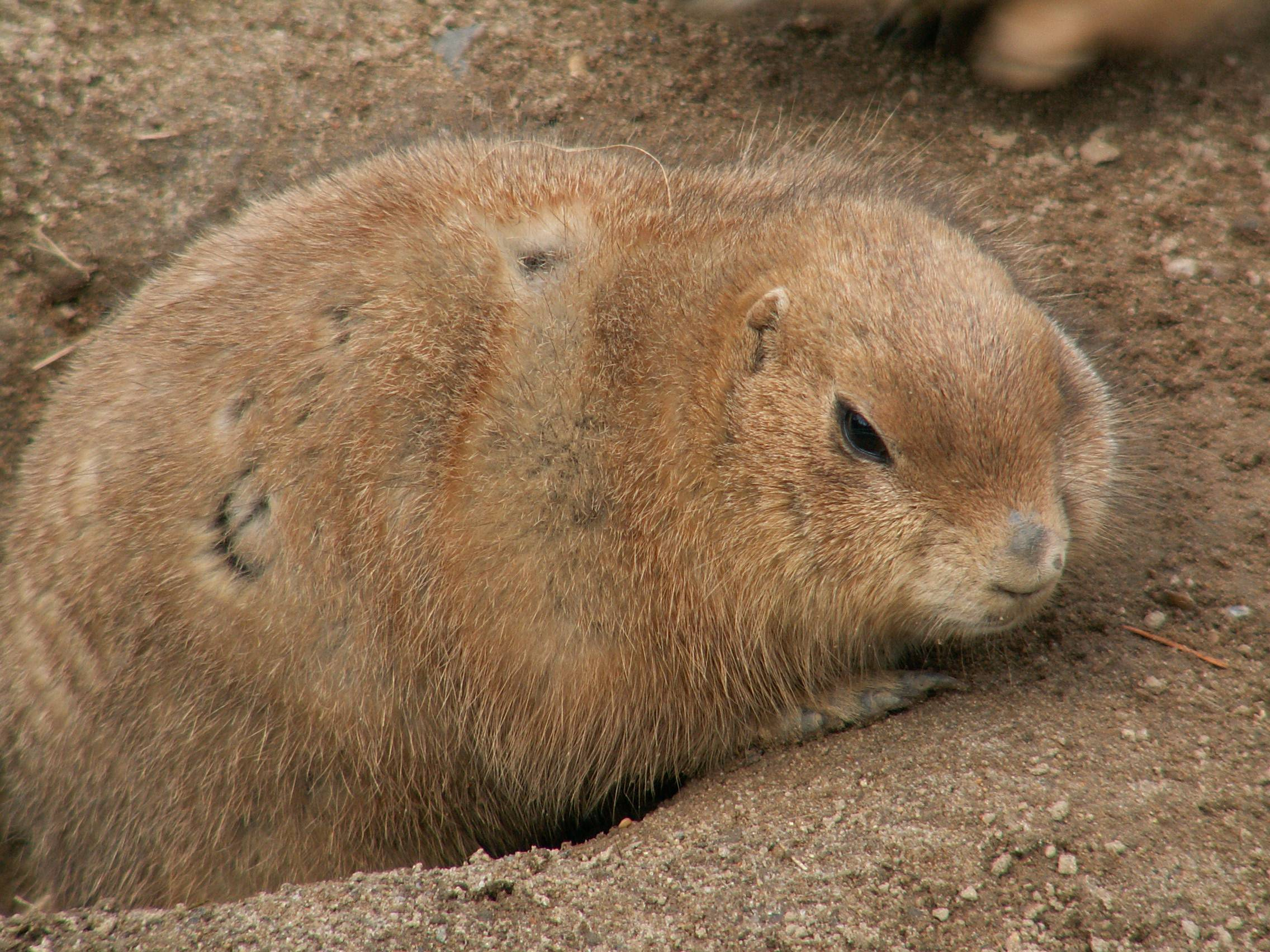
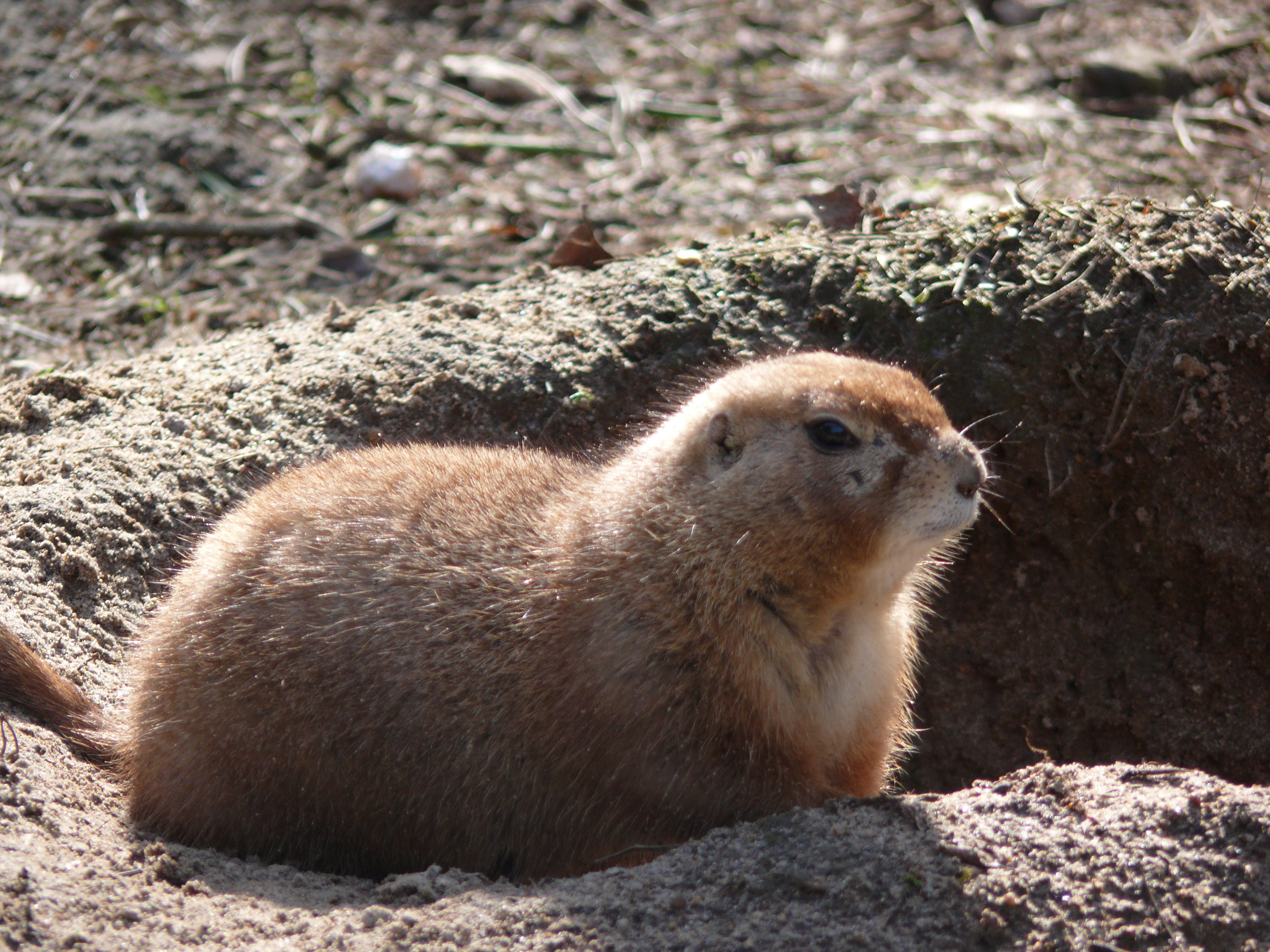